# Saturday Night (bài hát của Whigfield)
"Saturday Night" là một bài hát của nghệ sĩ thu âm người Đan Mạch Whigfield nằm trong album phòng thu đầu tay mang chính tên cô (1993). Nó được phát hành vào ngày 29 tháng 3 năm 1993 như là đĩa đơn đầu tiên trích từ album, đồng thời là đĩa đơn đầu tay trong sự nghiệp của Whigfield bởi Prodisc Records cũng như Systematic Records, ZYX Music và Curb ở nhiều thị trường khác. Bài hát được viết lời bởi bộ đôi nhà sản xuất người Ý Larry Pignagnoli và Davide Riva, trong khi phần sản xuất được đảm nhiệm bởi Pignagnoli. Đây là một bản Eurodance với nội dung đề cập đến tâm trạng vui vẻ và háo hức của một cô gái khi chuẩn bị vui chơi vào tối thứ Bảy.
Sau khi phát hành, "Saturday Night" nhận được những phản ứng đa phần là tích cực từ các nhà phê bình âm nhạc, trong đó họ đánh giá cao giai điệu vui tuơi và thích hợp với những câu lạc bộ của nó. Năm 1994, bài hát được tái phát hành dưới dạng đĩa đơn ở nhiều quốc gia châu Âu, và đã gặt hái những thành công vượt trội về mặt thương mại, đứng đầu các bảng xếp hạng ở Đức, Ireland, Ý, Scotland, Tây Ban Nha và Thụy Sĩ, và lọt vào top 10 ở hầu hết những quốc gia nó xuất hiện, bao gồm vuơn đến top 5 ở Áo, Đan Mạch, Pháp và Na Uy. Tại Vương quốc Anh, "Saturday Night" đã giúp Whigfield trở thành nghệ sĩ nữ đầu tiên trong lịch sử có đĩa đơn đầu tay ra mắt ở vị trí số một ngay trong tuần đầu phát hành, và trụ vững ở vị trí này trong bốn tuần liên tiếp.
Một video ca nhạc đã được phát hành cho "Saturday Night" với nội dung tương tự như lời bài hát, trong đó bao gồm những cảnh Whigfield đứng trước gương và chuẩn bị cho bản thân để ra ngoài vào tối thứ Bảy. Để quảng bá bài hát, nữ ca sĩ đã trình diễn nó trên nhiều chương trình truyền hình như Top of the Pops, trong đó vũ đạo của những vũ công trong tiết mục đã trở nên vô cùng phổ biến, góp phần lớn vào thành công của "Saturday Night". Được ghi nhận là bài hát trứ danh trong sự nghiệp của Whigfield, nhưng bài hát đã vướng vào hai vụ kiện liên quan đến vấn đề đạo nhạc, mặc dù cả hai sau này đều đã bị bác bỏ.

## Danh sách bài hát
Đĩa CD maxi tại châu Âu
1. "Saturday Night" (radio chỉnh sửa) - 3:39
2. "Saturday Night" (Euro Radio Beagle phối) - 3:20
3. "Saturday Night" (Nite phối) - 5:28
4. "Saturday Night" (Dida phối) - 4:36

Đĩa CD tại Anh quốc
1. "Saturday Night" (radio phối) — 4:09
2. "Saturday Night" (Extended Nite phối) — 5:56
3. "Saturday Night" (Nite phối) — 5:31
4. "Saturday Night" (Beagle phối) — 4:58
5. "Saturday Night" (Dida phối) — 4:38
6. "Saturday Night" (Deep Nite phối) — 5:48
7. "Saturday Night" (Trance Beat phối) — 4:46

## Xếp hạng
| Bảng xếp hạng (1994-95)             | Vị trí cao nhất |
| ----------------------------------- | --------------- |
| Áo (Ö3 Austria Top 40)              | 4               |
| Bỉ (Ultratop 50 Flanders)           | 14              |
| Canada (RPM)                        | 31              |
| Canada Dance (RPM)                  | 1               |
| Đan Mạch (Tracklisten)              | 2               |
| Châu Âu (European Hot 100 Singles)  | 1               |
| Pháp (SNEP)                         | 2               |
| Đức (Official German Charts)        | 1               |
| Ireland (IRMA)                      | 1               |
| Ý (FIMI)                            | 1               |
| Hà Lan (Dutch Top 40)               | 7               |
| Hà Lan (Single Top 100)             | 17              |
| Na Uy (VG-lista)                    | 2               |
| Scotland (OCC)                      | 1               |
| Tây Ban Nha (AFYVE)                 | 1               |
| Thụy Điển (Sverigetopplistan)       | 9               |
| Thụy Sĩ (Schweizer Hitparade)       | 1               |
| Anh Quốc (OCC)                      | 1               |
| Hoa Kỳ Dance Club Songs (Billboard) | 19              |
| Bảng xếp hạng (1997)                | Vị trí cao nhất |
| Úc (ARIA Charts)                    | 78              |

| Bảng xếp hạng (1994)                 | Vị trí |
| ------------------------------------ | ------ |
| Canada Dance (RPM)                   | 23     |
| Denmark (Tracklisten)                | 13     |
| Europe (European Hot 100 Singles)    | 8      |
| France (SNEP)                        | 30     |
| Germany (Official German Charts)     | 16     |
| Italy (FIMI)                         | 17     |
| Netherlands (Dutch Top 40)           | 37     |
| Norway Autumn Period (VG-lista)      | 2      |
| Sweden (Sverigetopplistan)           | 91     |
| Switzerland (Schweizer Hitparade)    | 23     |
| UK Singles (Official Charts Company) | 2      |
| Bảng xếp hạng (1995)                 | Vị trí |
| Canada Dance (RPM)                   | 44     |
| Europe (European Hot 100 Singles)    | 79     |
| France (SNEP)                        | 52     |
| Norway Winter Period (VG-lista)      | 19     |

| Bảng xếp hạng (1990–99)              | Vị trí |
| ------------------------------------ | ------ |
| UK Singles (Official Charts Company) | 21     |

| Bảng xếp hạng                        | Vị trí |
| ------------------------------------ | ------ |
| UK Singles (Official Charts Company) | 164    |

## Chứng nhận
| Quốc gia                                                                           | Chứng nhận | Số đơn vị/doanh số chứng nhận |
| ---------------------------------------------------------------------------------- | ---------- | ----------------------------- |
| Pháp (SNEP)                                                                        | Bạc        | 125,000*                      |
| Đức (BVMI)                                                                         | 3× Vàng    | 0^                            |
| Na Uy (IFPI)                                                                       | Vàng       | 20,000*                       |
| Anh Quốc (BPI)                                                                     | Bạch kim   | 1,243,285                     |
| * Chứng nhận dựa theo doanh số tiêu thụ. ^ Chứng nhận dựa theo doanh số nhập hàng. |            |                               |